# فرانسوا دي فلوري
فرانسوا دي فلوري (بالفرنسية: François-Louis Teissèdre de Fleury)‏ هو مهندس ومهندس قتالي وعسكري فرنسي، ولد في 28 أغسطس 1749 في Saint-Hippolyte-le-Graveyron ‏ في فرنسا، وتوفي في 1799.